# Élections législatives turkmènes de 2008-2009
Les élections législatives se sont déroulées le 14 décembre 2008  et un second tour le 28 décembre 2008 dans une circonscription et une réélection dans une circonscription le 8 février 2009  au Turkménistan pour élire 125 députés. Ce sont les premières élections pour lesquelles la constitution n'imposait plus un parti unique, néanmoins le Parti démocratique du Turkménistan fut le seul parti présent à l'élection,.